# Badistornis aramus
Il badistornite (Badistornis aramus) è un uccello estinto appartenente ai gruiformi. Visse nell'Oligocene inferiore/medio (circa 30 milioni di anni fa) e i suoi resti fossili sono stati ritrovati in Nordamerica.

## Descrizione
Questo animale è noto solo per un osso della zampa, un tarsometatarso, peraltro incompleto. Non è pertanto possibile ricostruirne l'aspetto, ma dal raffronto con i tarsometatarsi dei gruiformi attuali si suppone che Badistornis potesse essere vagamente simile all'attuale aramo (Aramus guarauna), tipico del Sudamerica. Come quest'ultimo, anche Badistornis era caratterizzato da un tarsometatarso con una troclea per il secondo dito fortemente incurvata verso il basso. 

## Classificazione
Badistornis aramus venne descritto per la prima volta da Alexander Wetmore nel 1940, sulla base di un tarsometatarso incompleto rinvenuto nella formazione Brule in Dakota del Sud, risalente alla fine dell'Oligocene inferiore. Wetmore classificò questo genere nei gruiformi, all'interno della famiglia Aramidae, attualmente rappresentata dal solo aramo; questa classificazione venne accettata in seguito anche da Cracraft (1973) nonostante la frammentarietà dei fossili. A questa specie vennero poi attribuite anche tre uova fossili rinvenute nella medesima formazione (Chandler e Wall, 2001).